# Dano jezik
Dano jezik (asaro, upper asaro; ISO 639-3: aso), jedan od četiri jezika podskupine Gahuku-Benabena, šire skupine Kainantu-Goroka, transnovogvinejska porodica. Govori ga oko 30 000 ljudi (1987 SIL) u provinciji Eastern Highlands, distrikt Goroka, Papua Nova Gvineja.
Postoji nekoliko dijalekata: upper asaro, lunube mado, bohena, amaizuho i kongi. Pismo: latinica.

## Vanjske poveznice
- Ethnologue (14th)
- Ethnologue (15th)